# جيمس ويليام أرمسترونغ
جيمس ويليام أرمسترونغ هو سياسي كندي، ولد في 14 يناير 1860، وتوفي في 26 فبراير 1928.